# Dentilabus lugubris
Dentilabus lugubris är en stekelart som beskrevs av Heinrich 1974. Dentilabus lugubris ingår i släktet Dentilabus och familjen brokparasitsteklar. Utöver nominatformen finns också underarten D. l. albescens.